# Auebachtal
Das Auebachtal, vereinzelt auch Aubachtal genannt, ist ein Naturschutzgebiet mit einer Größe von etwa 13,9 ha in der zum Kreis Herford gehörenden Gemeinde Rödinghausen. Namensgebend für das mit der Nummer HF-020 geführte Gebiet ist die Große Aue. 

## Flora und Fauna
Das Gebiet schützt ein gut ausgeprägtes Sieksystem wie es für das Ravensberger Hügelland typisch ist, insbesondere naturnah ausgeprägten Laubwald, Feuchtwiesen und Feuchtweiden, Hochstaudenfluren, Röhricht und Seggenrieder, sowie die Lebensgemeinschaften an und in Fließ- und Stillgewässern.